# Partecosta tantilla
Partecosta tantilla é uma espécie de gastrópode do gênero Partecosta, pertencente a família Terebridae.